# Sagittaria aginashii
Sagittaria aginashii là một loài thực vật có hoa trong họ Alismataceae. Loài này được Makino miêu tả khoa học đầu tiên năm 1901.